# John Lukacs
John Lukacs (* 31. Januar 1924 als János Albert Lukács in Budapest; † 6. Mai 2019 in Phoenixville, Pennsylvania) war ein US-amerikanischer Historiker ungarischer Herkunft.

## Leben
János Albert Lukács begann an der katholischen Budapester Universität ein Geschichtsstudium. Aufgrund der antisemitischen Gesetze im Horthy-Ungarn – seine Mutter war Jüdin und sein Vater römisch-katholisch – wurde er im Zweiten Weltkrieg nicht zum ungarischen Militär eingezogen, sondern musste im ungarischen Arbeitsdienst Zwangsarbeit leisten. Nachdem im März 1944 Truppen der Wehrmacht Ungarn besetzt hatten, desertierte er und entkam so der Deportation nach Auschwitz durch das Eichmann-Kommando und dessen ungarische Helfer. 1946 schloss er das Studium mit der Promotion ab und emigrierte wegen der wachsenden Bedrohung durch die ungarischen Kommunisten in die Vereinigten Staaten. Er sah sich zeit seines Lebens als Opfer und Gegner des Kommunismus.
John Lukacs arbeitete als Geschichtslehrer am katholischen Chestnut Hill College für Mädchen in Philadelphia sowie zum Schluss seines Berufslebens als Professor an der University of Pennsylvania. Daneben verfasste er viele historische Untersuchungen und Stellungnahmen zur Zeitgeschichte. Er war auch mehrfach Gastprofessor an führenden nordamerikanischen Universitäten (erhielt aber – und wollte – keinen Ruf) und schließlich, nach der politischen Wende in Osteuropa, auch an der Loránd-Eötvös-Universität in Budapest.
In der Tagespolitik der 1950er Jahre war er ein konservativer Kritiker des McCarthyismus, weil er dessen Populismus kritisierte. Viel später, in den 1980er Jahren, wandte er sich aus demselben Grund auch gegen den damaligen US-Präsidenten Ronald Reagan. In der Forschung zum Nationalsozialismus war Lukacs von Beginn an ein scharfer Widersacher David Irvings und dessen Geschichtsverdrehungen. In der Forschung zum Verlauf des Zweiten Weltkrieges schätzte er die historische Leistung Winston Churchills im Widerstand gegen den Angriffskrieg der Deutschen 1939 hoch ein und schrieb 1999 über dessen epochale Leistung die Studie Five Days in London, May 1940. Mit dem 2008 veröffentlichten Buch über die Blut-Schweiß-und-Tränen-Rede betonte er erneut die wichtige Rolle der Person Churchills. In der Einschätzung der deutschen Kriegsziele und der Kriegsziele Adolf Hitlers vertrat Lukacs prononcierte eigene Ansichten; so sah er den deutschen Angriff auf die Sowjetunion als Ausweichoperation zu den eigentlich antibritischen Kriegszielen. Lukacs hatte privilegierten Zugang zum Archiv des US-Diplomaten George F. Kennan, da er mit diesem befreundet war, und war so in der Lage, 2007 eine Kennan-Biografie zu schreiben; er hatte schon 1997, zu dessen Lebzeiten (1905–2005) die gemeinsame Korrespondenz herausgegeben.
Lukacs bezeichnete sich gern als Reaktionär und Querdenker unter den US-amerikanischen Historikern, die ihn mehrheitlich ignorierten; nur das Intercollegiate Studies Institute gab mehrere Schriften mit ihm heraus. Seine Artikel zur Politik konnte er sowohl beim New York Times Magazine und im Esquire veröffentlichen als auch bei William F. Buckleys National Review und Emmett Tyrells American Spectator.
Lukacs lebte seit 1953 in Schuylkill und schrieb auch zur Regionalgeschichte Pennsylvanias.
2002 wurde er in die American Philosophical Society aufgenommen.
Er starb im Mai 2019 im Alter von 95 Jahren.

## Auszeichnungen
- 1991 Ingersoll-Preis[4]
- 1994 Medaille des Verdienstordens der Republik Ungarn[5]
- 1997 George-Washington-Preis[5]
- 2009 Ehrendoktorwürde der Fakultät für Geisteswissenschaften der Katholische Péter-Pázmány-Universität[6]
- 2011 Der Verdienstorden der Republik Ungarn mit dem Stern[5]
- 2014 Großer Széchenyi-Preis[5][7]

## Schriften (Auswahl)

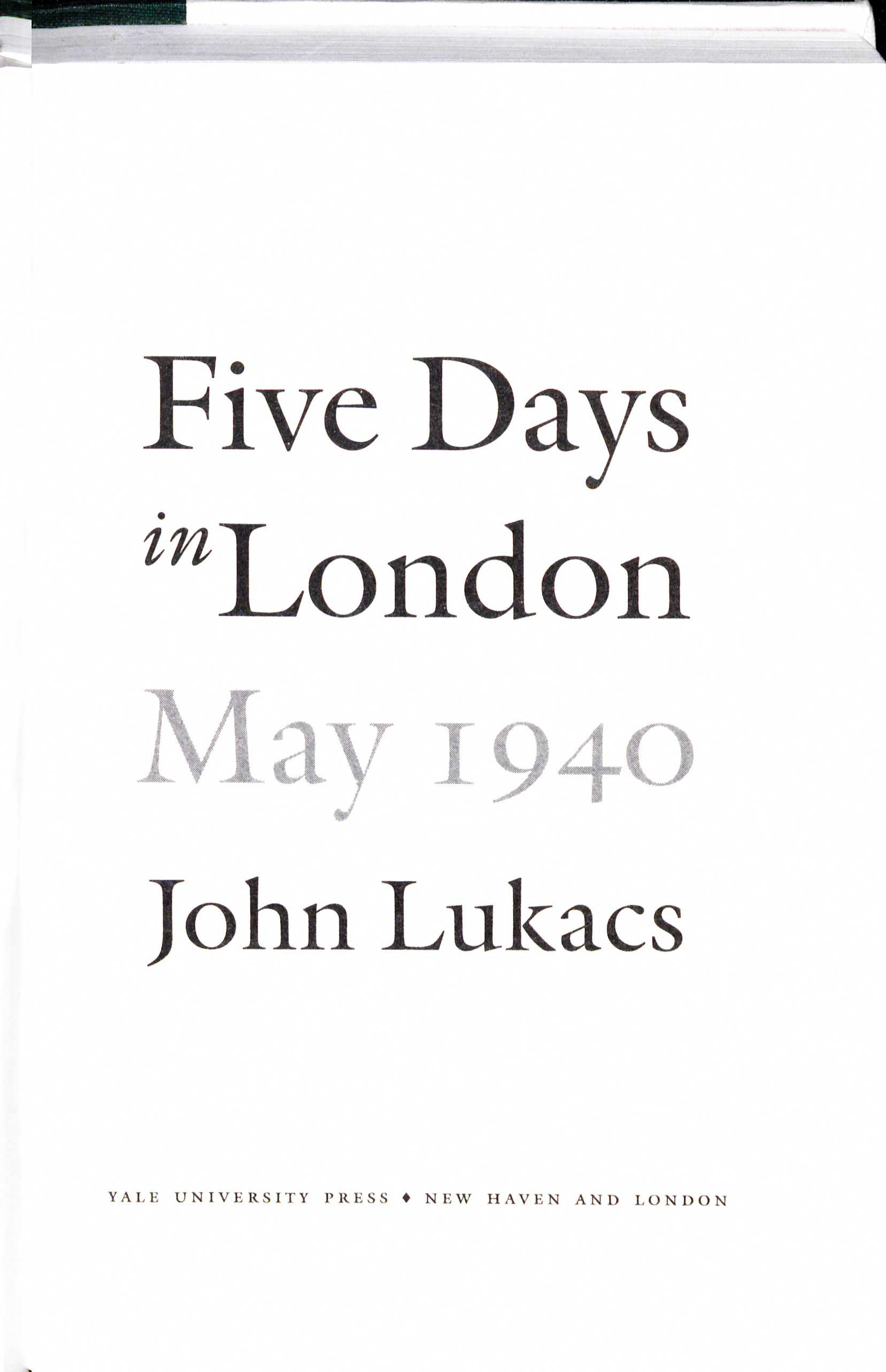
Five Days in London, May 1940, 1999

- The Future of History. New Haven; London: Yale University Press, 2011, ISBN 0-300-16956-6.
- The Legacy of the Second World War. New Haven; London: Yale University Press, 2010, ISBN 0-300-11439-7.
- Last Rites. New Haven; London: Yale University Press, 2009, ISBN 978-0-300-11438-6.
- Blood, toil, tears, and sweat : the dire warning, New York : Basic Books, 2008, ISBN 978-0-465-00287-0.
- Gyula Krúdy: Sunflower. John Lukacs: Introduction, New York Review of Books, New York 2007, ISBN 978-1-59017-186-8.
- George Kennan: A Study of Character. New Haven; London: Yale University Press, 2007, ISBN 0-300-12221-7.
- June 1941: Hitler and Stalin. New Haven; London: Yale University Press, 2006, ISBN 0-300-11437-0.
- Remembered Past: John Lukacs On History, Historians & Historical Knowledge: A Reader, Wilmington, DE : Intercollegiate Studies Institute, 2005
- Democracy and Populism: Fear & Hatred, New Haven: Yale University Press, 2005
- Churchill: Visionary, Statesman, Historian, New Haven Conn. : Yale University Press, 2002
- Five Days in London, May 1940. New Haven : Yale University Press, 1999
- Hitler. Geschichte und Geschichtsschreibung. Aus dem Amerikan. von Helmut Dierlamm und Norbert Juraschitz, München : Luchterhand 1997, ISBN 3-630-87991-8
- George F. Kennan and the Origins of Containment, 1944–1946: the Kennan-Lukacs Correspondence, Columbia, Mo.: University of Missouri Press, 1997
- Die Geschichte geht weiter. Das Ende des zwanzigsten Jahrhunderts und die Wiederkehr des Nationalismus. Aus dem Engl. von Friedrich Griese. München ; Leipzig : List, 1994, ISBN 3-471-78057-2.
- Churchill und Hitler. Der Zweikampf 10. Mai – 31. Juli 1940. Aus dem Engl. von Norbert Greiner, Stuttgart : Dt. Verlag-Anst. 1992, ISBN 3-421-06535-7.
- Ungarn in Europa. Budapest um die Jahrhundertwende. Aus d. Amerikan. von Renate Schein u. Gerwin Zohlen, Berlin : Siedler, 1990, ISBN 3-88680-349-X.
- Confessions of an Original Sinner, New York: Ticknor and Fields, 1990. (Autobiografie)
- Philadelphia: Patricians and Philistines, 1900–1950, New York: Farrar, Straus, Giroux, 1981
- Die Entmachtung Europas. Der letzte europäische Krieg 1939–1941. Aus d. Amerikan. übers. von Wulf Bergner, Stuttgart : Klett-Cotta, 1978, ISBN 3-12-910920-X.
- Geschichte des Kalten Krieges. Vom Autor durchges. Übers. aus d. Amerikan. von U. Bethke, Gütersloh : S. Mohn 1962 (Original 1961)